# (9858) 1991 OL1
1991 أو أل 1 (ويعرف أيضًا باسم (9858) 1991 أو أل 1 وفق تسمية الكوكب الصغير) (بالإنجليزية: 1991 OL1)‏ هو كويكب ضمن حزام الكويكبات؛ وترتيبه 9858 من حيث الاكتشاف.
اكتُشف هذا الجُرم الفلكي بواسطة هنري ديبهون في 18 يوليو 1991.

## وصلات خارجية
- (9858) 1991 OL1 في قاعدة بيانات مختبر الدفع النفاث لأجرام النظام الشمسي الصغيرة

- الاكتشاف · مخطط المدار ·  العناصر المدارية · المعلمات المادية

- (9858) 1991 OL1 على موقع ويكي سكاي: DSS2, SDSS, GALEX, IRAS, Hydrogen α, X-Ray, Astrophoto, Sky Map, Articles and images